# Länsväg 383
De Zweedse weg 383 (Zweeds: Länsväg 383) is een provinciale weg in de provincie Norrbottens län in Zweden en is circa 24 kilometer lang.

## Plaatsen langs de weg
- Boden
- Börjelslandet

## Knooppunten
- Länsväg 356 (naar Riksväg 97) bij Boden (begin)
- E4/E10 bij Börjelslandet (einde)